# موراي نايلور
موراي نايلور (بالإنجليزية: Murray Naylor)‏ هو عسكري بريطاني، ولد في 5 مارس 1938.